# 308e escadrille de chasse polonaise
La 308e escadrille de chasse polonaise, dite également de « Cracovie » (en polonais : 308 Dywizjon Myśliwski „Krakowski”) est une escadrille de chasse dont les pilotes polonais combattaient au sein de la Royal Air Force durant la Seconde Guerre mondiale.

Écusson du 308

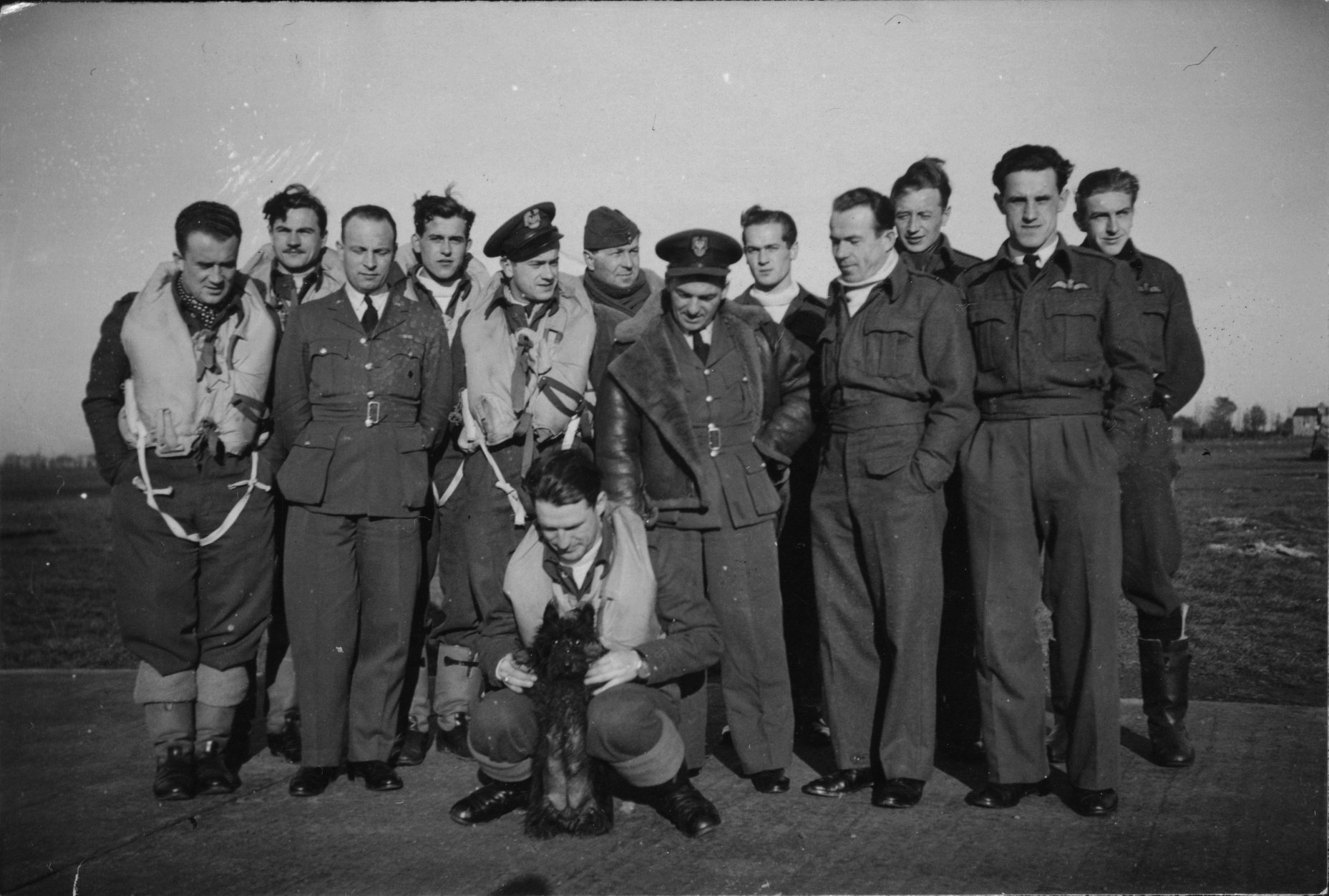
Pilotes du 308 escadron (de gauche à droite): Marian Wesołowski, Bolesław Palej, Forest Yeo-Thomas, Stefan Krzyżagórski, Stanisław Piątkowski, Stefan Janus, Tadeusz Rolski, Jerzy Popławski, Franciszek Skiba, Marian Pisarek, Jan Jakubowski, Tadeusz Schiele. Jerzy Zbierzchowski est à genoux, accompagné de la mascotte du 308 Squadron - femelle Jumbie

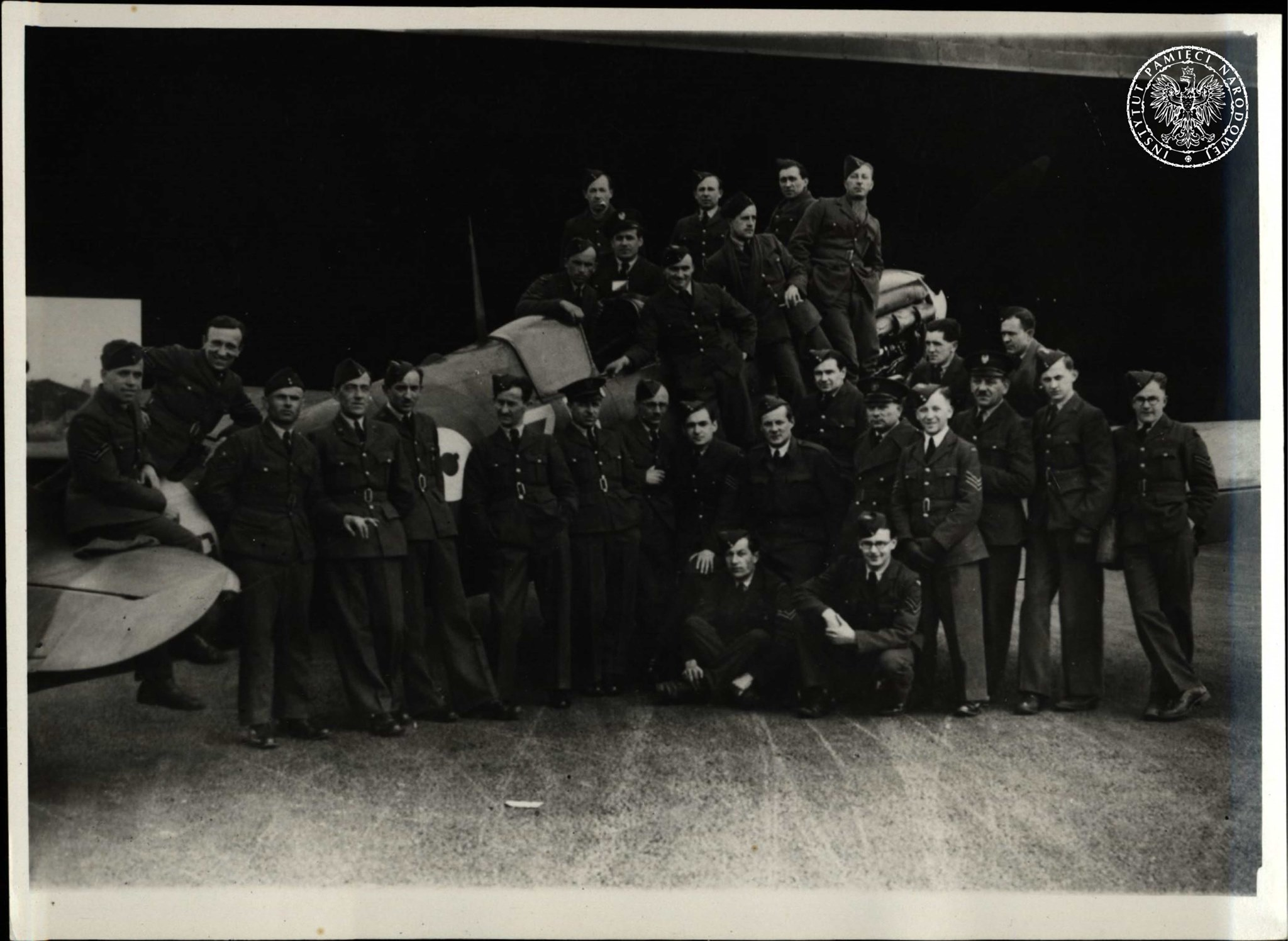
Personnel au sol du 308e Escadron au Spitfire

## Histoire
L'escadrille est formée le 5 septembre 1940 à la base de Squires Gate. L'unité hérite les traditions du IIe groupe de chasse. Le 12 septembre la 308e est transférée à la base de Speke près de Liverpool. Sur place, le personnel de l'escadrille  est formé sur les avions Master (appareil d'entraînement), puis sur les Hawker Hurricane.
Le 24 novembre 1940, lors d'un vol d'entraînement, le caporal-chef (plutonowy) Mieczysław Parafiński remporte la première victoire de la 308e en descendant un bimoteur allemand Junkers Ju 88.
En mars 1941 l'escadrille reçoit des Supermarine Spitfire. Le 21 septembre de la même année, le sous-lieutenant Wandzilak abat un Focke-Wulf Fw 190, c'est le premier polonais à vaincre un Fw 190. En octobre, la 308e déménage à Baginton où Forest Yeo-Thomas est officier de renseignement.
En 1943 l'escadrille est affectée au Second Tactical Air Force, désormais sa mission principale consiste à détruire des cibles terrestres.
La 308e escadrille de chasse polonaise est dissoute le 18 décembre 1946.

## Commandants

### Commandants britanniques
- s/ldr Davis
- s/ldr Morris

### Commandants polonais
- 9 septembre 1940 - 9 novembre 1940 - capitaine Stefan Łaszkiewicz
- 10 novembre 1940 - 7 décembre 1940 - capitaine Walerian Jasionowski
- 8 décembre 1940 - 22 juin 1941 - capitaine Jerzy Orzechowski
- 23 juin 1941 - 10 décembre 1941 - capitaine Marian Pisarek
- 11 décembre 1941 - 9 janvier 1942 - capitaine Marian Wersołowski
- 10 janvier 1942 - 5 mai 1942 - capitaine Tadeusz Nowierski
- 6 mai 1942 - 17 mai 1942 - capitaine Feliks Szyszka
- 25 mai 1942 - 11 février 1943 - capitaine Walery Żak
- 12 février 1943 - 3 mars 1943 - capitaine Franciszek Kornicki
- 4 mars 1943 - 18 mai 1943 - capitaine Paweł Niemiec
- 19 mai 1943 - 20 mars 1944 - capitaine Józef Żulikowski
- 21 mars 1944 - 16 novembre 1944 - capitaine Witold Retinger
- 17 novembre 1944 - 30 juin 1945 - capitaine Karol Pniak
- 1er juillet 1945 - 3 janvier 1947 - capitaine Ignacy Olszewski

## Pilotes
- Depuis le 9 novembre 1940 :
 Mieczysław Wiórkiewicz, Stefan Janus, Zbigniew Moszyński, Adam Habela, Władysław Bożek, Władysław Chciuk, Ryszard Koczor, Bronisław Skibiński, Stanisław Wandzilak, Jerzy Wolski, Tadeusz Hojden, Jan Kremski, Władysław Majchrzyk, Józef Sawoszczyk, Mieczysław Parafiński, Tadeusz Krieger, Paweł Kowala, Ernest Watolski, Piotr Zaniewski, Stanisław Widlarz, Tadeusz Hegenbarth, Bogdan Muth, Stanisław Piątkowski
- Depuis octobre 1940 :
Walerian Jasionowski,Władysław Grudziński, Stanisław Riess, Józef Derma
- Depuis décembre 1940 :
Jerzy Orzechowski, Bronisław Kosiński, Brunon Kudrewicz
- Depuis le 14 décembre 1943 :
 Kazimierz Chomacki, Jan Zaprawa, Jerzy Główczewski

## Équipements
- Hawker Hurricane Mk-I - depuis le 12 septembre 1940
- Supermarine Spitfire Mk-IA - depuis le 30 mars 1941
- Supermarine Spitfire Mk-IIA et Mk-IIB - depuis le 14 mai 1941
- Supermarine Spitfire Mk-VA et Mk-VB - depuis le 5 septembre 1941
- Supermarine Spitfire Mk-IIA et Mk-IIB - depuis le 12 janvier 1942
- Supermarine Spitfire Mk-VB et Mk-VC - depuis le 1er avril 1942
- Supermarine Spitfire Mk-IXC, Mk-IXEB et LF.IXE - depuis le 12 novembre 1943
- Supermarine Spitfire LF.XVIE - depuis le 1er mars 1945

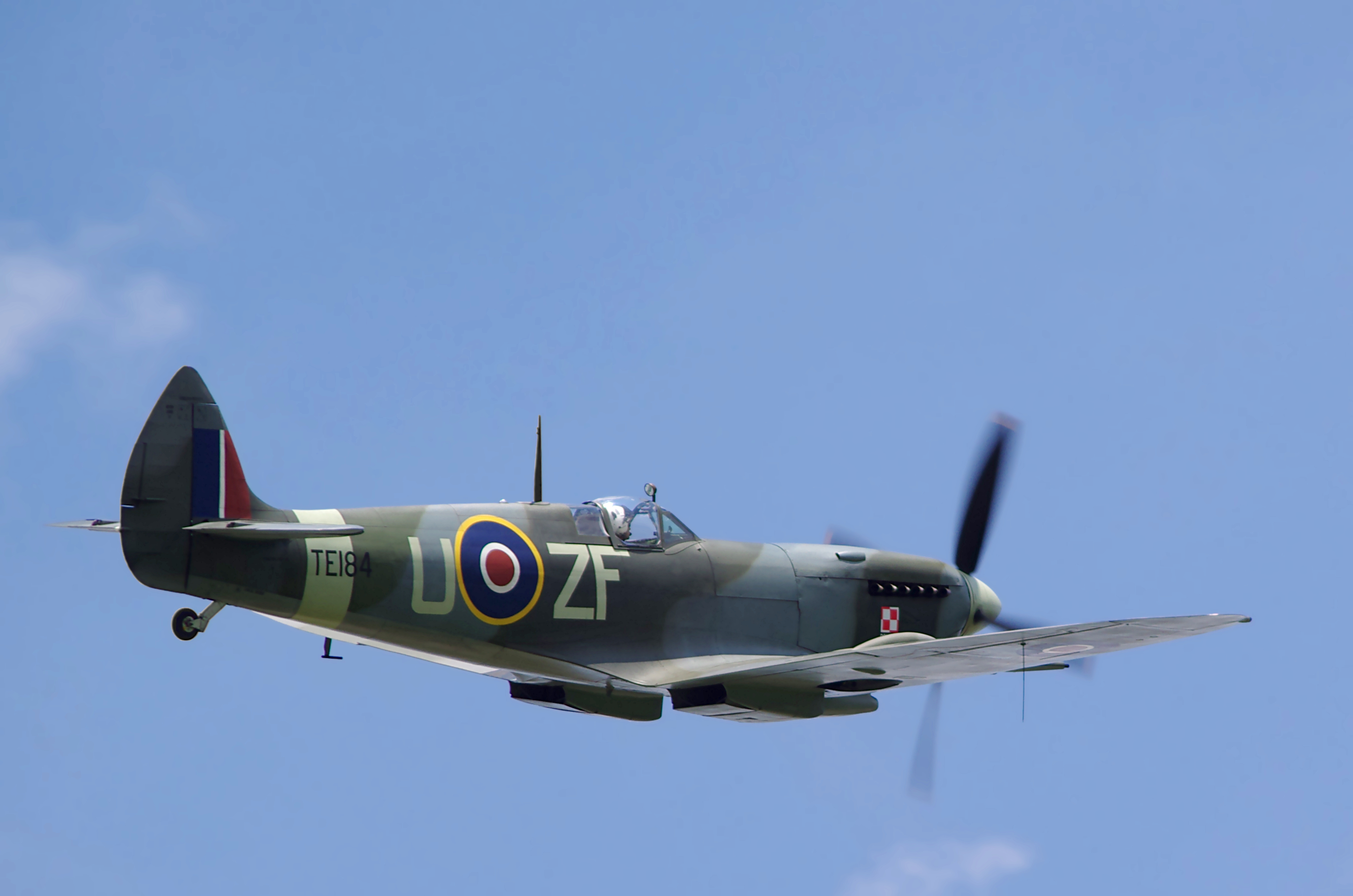
Un Spitfire LF Mk.XVIe portant les marquages de la lors de Kraków Air Show, 2014

## Bases
- 9 septembre 1940 - Squires Gate
- 12 septembre 1940 - Speke
- 25 septembre 1940 - Baginton
- 1er juin 1941 - Chilbolton
- 24 juin 1941 - Northolt
- 12 décembre 1941 - Woodvale
- 1er avril 1942 - Exeter
- 7 mai 1942 - Hutton Cranswick
- 30 août 1942 - Heston
- 20 octobre 1942 - Northolt
- 29 avril 1943 - Church Fenton
- 5 juillet 1943 - Hutton Cranswick
- 7 septembre 1943 - Friston
- 21 septembre 1943 - Heston
- 11 septembre 1943 - Northolt
- 8 mars 1944 - Llanberd
- 15 mars 1944 - Northolt
- 1er avril 1944 - Deanland
- 26 juin 1944 - Chailey
- 29 juin 1944 - Appledram
- 16 juillet 1944 - Ford
- 3 août 1944 - Plumelot B-10
- 6 août 1944 - Londiniere
- 10 septembre 1944 - Lille B-56
- 3 octobre 1944 - Deurne B-70
- 11 octobre 1944 - St. Denise Westrem B-61
- 14 octobre 1945 - Grimbergen B-60
- 9 mars 1945 - Gilze Rijen B-77
- 13 avril 1945 - Nordhorn B-101
- 30 avril 1945 - Varrelbush B-113
- 10 septembre 1945 - Ahlhorn

## Victoires
| 1940-1945                 | Résultats |
| ------------------------- | --------- |
| Victoires certaines       | 69        |
| Probables                 | 13        |
| Avions ennemis endommagés | 21        |

Les pilotes de l'escadrille ont également détruit 536 véhicules, 17 locomotives, 109 wagons, 45 bateaux et 28 bâtiments.